# Snowboard agli VIII Giochi asiatici invernali - Halfpipe femminile
La gara di halfpipe femminile si è svolta il 25 febbraio 2017 alla Bankei Ski Area di Sapporo in Giappone.

## Risultati
| Rank | Atleta           | Run 1 | Run 2 | Punti |
| ---- | ---------------- | ----- | ----- | ----- |
| 1    | Liu Jiayu        | 93.00 | 35.25 | 93.00 |
| 2    | Cai Xuetong      | 77.50 | 78.50 | 78.50 |
| 3    | Kurumi Imai      | 73.00 | 20.25 | 73.00 |
| 4    | Haruna Matsumoto | 68.75 | 21.00 | 68.75 |
| 5    | Li Shuang        | 64.25 | 67.25 | 67.25 |
| 6    | Qiu Leng         | 30.50 | 62.50 | 62.50 |
| 7    | Holly Crawford   | 55.25 | 60.25 | 60.25 |
| 8    | Kwon Sun-oo      | 48.50 | 50.50 | 50.50 |
| 9    | Jeong Yu-rim     | 41.75 | 13.25 | 13.25 |
| 10   | Sena Tomita      | 21.50 | 31.00 | 31.00 |